# Lucy Kaopaulu Peabody
Lucy Kaopaulu Peabody (1er janvier 1840 - 9 août 1928) est une grande cheffe et courtisane du royaume d'Hawaï. Elle sert comme demoiselle d'honneur et dame d'honneur de la reine Emma d'Hawaï. En 1905, elle fonde la Kaʻahumanu Society, une société civique dirigée par des femmes et initialement créée sous la monarchie hawaïenne.

## Jeunesse et famille
Lucy Peabody est née le 1er janvier 1840 à Lua'ehu, Lahaina, sur l'île de Maui, fille du Dr Parker Peabody (1805-1849) et d'Elizabeth Kamakaila Davis . Durant sa petite enfance, elle réside avec ses grands-parents maternels à Waimea et Kawaihae, sur l'île d'Hawaï. Elle est d'origine mixte hawaïenne, américaine et galloise, connue sous le nom de hapa-haole en hawaïen .
Son père est un médecin américain de New York qui établit un partenariat de courte durée avec le médecin anglais Thomas Charles Byde Rooke, l'oncle et père hānai (adoptif) de la future reine Emma d'Hawaï . Emma et Lucy descendent également toutes deux des unions hawaïennes des conseillers étrangers du roi Kamehameha Ier. La mère de Lucy est la fille de Kaha'anapilo Papa, un descendant de la lignée de chefs Waimea, et de George Hū'eu Davis, le fils en partie hawaïen d'Isaac Davis, un marin gallois de Milford Haven, qui, aux côtés de l'Anglais John Young (le grand-père d'Emma), servit de conseiller militaire du roi Kamehameha I lors de sa conquête des îles hawaïennes .
Sa nièce et homonyme est Lucy Kalanikumaikiekie Davis Henriques (1878-1932), mieux connue sous le nom de Kalani Henriques, qui épouse Edgar Henriques, un homme politique et homme d'affaires américain sur le territoire d'Hawaï   . La généalogie exacte de Kalani Henriques n'est pas précisée. Une source décrit la jeune Lucy comme la petite-fille du frère de sa mère, George Davis. La jeune Lucy vit à Kona, avant de partir à Honolulu pour être élevée par sa tante et apprendre l'anglais.

## Service à la court royale hawaïenne
Elle développe une étroite amitié avec la reine Emma, épouse du roi Kamehameha IV qui règne de 1855 à 1863. Du vivant d'Emma, Lucy sert de demoiselle d'honneur et de dame d'honneur de la reine, remplissant le rôle traditionnel de kahu (gardien) et de membre de sa suite royale . Elle est présente au chevet du roi Lunalilo à Kailua-Kona et, après sa mort en 1874, elle soutient la candidature infructueuse d'Emma contre Kalākaua lors de l'élection monarchique qui suit. De nombreuses lettres écrites entre Lucy et Emma servent de référence pour les historiens afin d'établir la biographie et la vie de la reine . Après la mort de la reine Emma, Lucy devient l'une des légataires de son testament et obtient une rente de 900 dollars  .
Même après la mort de son tuteur royal en 1885 et le renversement du royaume d'Hawaï en 1893, Lucy continue à représenter la dynastie de la reine Emma, notamment en étant présente au début des réparations du mausolée royal d'Hawaï en 1903. Avec sa nièce Maria Beckley Kahea et Stella Keomailani Cockett, elle représente la famille Young et les adeptes de la lignée royale Kamehameha lors de la consécration de la tombe de Wylie où de nombreux proches de la reine Emma sont enterrés.
Au cours des années 1890, elle devient membre du Hui Aloha 'Āina o Na Wahine (Ligue patriotique des femmes hawaïennes), un groupe patriotique fondé peu après le renversement de la monarchie pour s'opposer à l'annexion et soutenir la reine déchue Liliuokalani. Cette organisation aide à collecter les pétitions Kūʻē, qui comprennent plus de 21 000 signatures s'opposant au traité d'annexion de 1897. Après l'échec du traité, Hawaï est annexée par une résolution commune appelée résolution Newlands. Elle est trésorière des fonds des délégués de l'organisation,.
Lucy est baptisée à la cathédrale Saint-André, tout comme sa nièce, Lucy Kalani Henriques. Plus tard dans sa vie, elle consacre son temps et ses ressources à élever des jeunes filles autochtones hawaïennes et partiellement hawaïennes de l'ancienne aristocratie selon les manières de l'ancienne cour hawaïenne. Ces protégés comprennent sa nièce Lucy Henriques, Emma Weed Holt et Olga Keahikuni Kekauʻōnohi. Elle possède une propriété autour du ruisseau Nu'uanu, en face de Vineyard Street à Honolulu, dont elle tire des revenus .

## Postérité

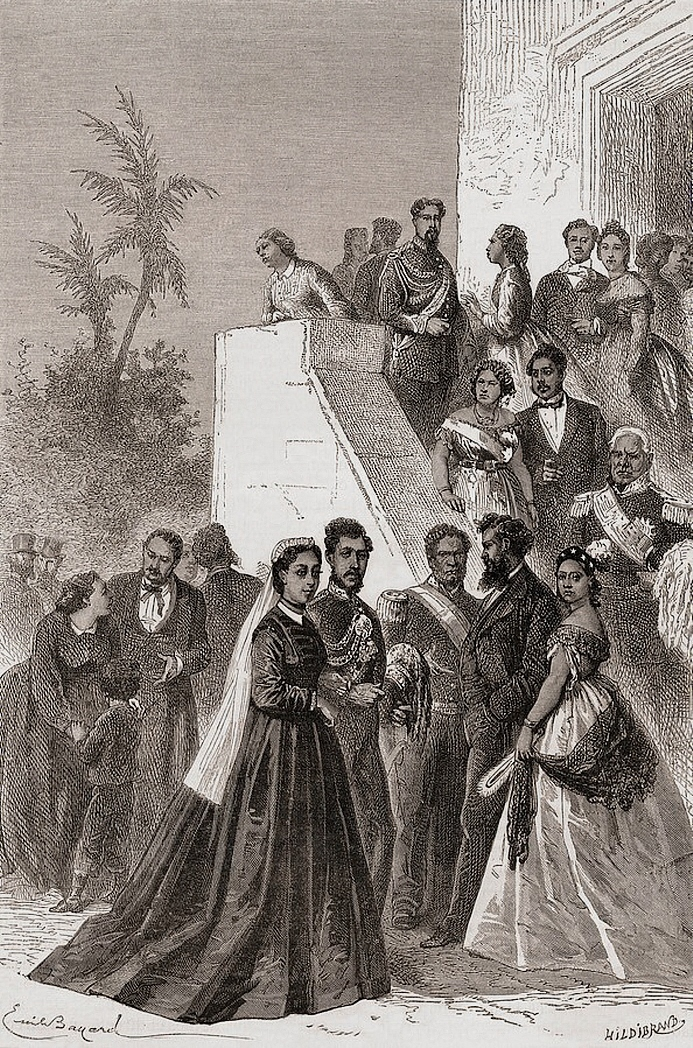
La famille royale d'Hawaï, v. 1863–6. La reine douairière Emma, est au centre.

En 1905, Lucy Peabody rétablit la Société Kaʻahumanu (ʻAhahui Kaʻahumanu), devenant ainsi sa deuxième fondatrice. Il s'agit d'une société civique dirigée par des femmes, fondée sous la monarchie en 1864 par la princesse Victoria Kamāmalu, l'évêque Bernice Pauahi et la future reine Liliuokalani,. L'organisation est dissoute peu après la mort de la princesse en 1866. Le 14 juin 1905, Lucy et un groupe de onze femmes recréent l'organisation de l'église de Kawaiahaʻo ; elle est élue présidente,. L'organisation choisit de ne pas inviter la reine déchue, Liliuokalani, même si elle est un membre original du club de 1864. L'historienne Helena Allen estime que cela est le résultat des procès controversés de généalogie de 1883. Ceux-ci détériorent les relations entre la maison Kalākaua et les factions fidèles à la reine Emma, dont Lucy se considère toujours comme faisant partie.
Plus tard dans sa vie, Lucy constitue une richesse de connaissances pour les historiens pendant la période territoriale. Ethel Moseley Damon, auteur de Koamalu: A Story of Pioneers on Kauai, note qu'elle est « une Hawaïenne de rang vénérée par nous tous, et profondément instruite dans les traditions de son pays natal ». Elle hérite de nombreux objets de son arrière-grand-père gallois, notamment son livre de prières anglican et une lettre du capitaine George Vancouver. Sa nièce, Lucy Henriques, hérite des collections privées de Lucy, notamment de ses lettres et écrits personnels, ainsi que de celles de Parker Peabody, Isaac Davis, John Young, du Dr Rooke et de la reine Emma. Le musée Bernice Pauahi Bishop à Honolulu a ensuite acquis le matériel, connu aujourd'hui sous le nom de collection Lucy Kaopaulu Peabody, Edgar et Kalani Henriques. Il comprend également 1 300 spécimens ethnologiques, dont beaucoup catalogués par Edgar Henriques. Ceux-ci comprennent des spécimens géologiques, des échantillons de bois hawaïen et de nombreux objets d'importance historique, notamment des épées, des images et des médailles,.
Au cours de ses dernières années, elle emménage avec sa nièce Lucy Henriques et son mari Edgar Henriques, peut-être à la Maison Edgar et Lucy Henriques. Lucy Peabody ne s'est jamais mariée ni n'a eu d'enfants. Elle est décédée le 9 août 1928, à l'âge de 89 ans, au domicile de sa nièce ,. Elle est enterrée au cimetière d'Oahu dans le terrain de la famille Davis sous une plaque portant l'inscription « Lucy K. Peabody ». Un mémorial distinct pour Isaac Davis et ses descendants la répertorie sous le nom de « Lucy Kaopaulu Peabody ». Dans son testament, elle laisse une propriété à Makahikilu, Waimea, à sa nièce pour établir un établissement médical dans la région du nord d'Hawaï, où les deux femmes ont vécu et grandi. Après la mort d'Henriques en 1932, le Lucy Kalanikumaikiʻekiʻe Henriques Charitable Trust est créé pour honorer l'héritage des deux femmes. Le centre médical Lucy Henriques a finalement ouvert ses portes en 1977, pour finalement fusionner avec l'hôpital communautaire de North Hawaii en 1999,.